# Acacia caracasana
Acacia caracasana é uma espécie de leguminosa do gênero Acacia, pertencente à família Fabaceae.